# 미주신경

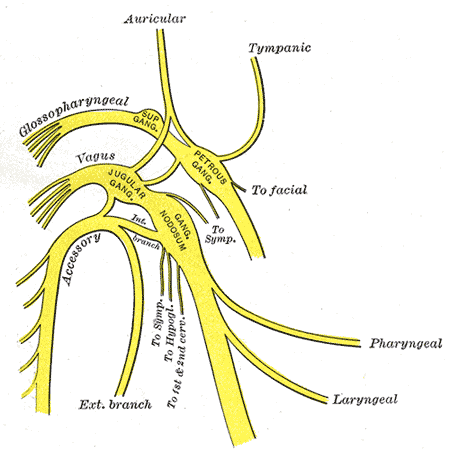
미주신경

미주신경(迷走神經, vagus nerve) 또는 제10뇌신경(第十腦神經, cranial nerve X)은 심장과 허파, 위장관계에 대한 부교감 신경과 연결된 감각 섬유를 운반하는 뇌신경이다. 왼쪽과 오른쪽 2개의 신경으로 구성되지만 보통 둘을 묶어서 하나의 하위 체제로 다뤄진다. 미주신경은 인체의 자율신경계 가운데 가장 긴 신경이고, 감각 섬유와 운동 섬유 둘 다 지니고 있다. 감각 신경 섬유는 미주신경 아래신경절(inferior ganglion of vagus nerve)의 신경 세포에서 일고, 운동 신경 섬유는 미주신경 등쪽핵(dorsal nucleus of vagus nerve)과 의문핵(nucleus ambiguus)의 신경 세포에서 기원한다. 역사적으로 폐위신경(肺胃神經, pneumogastric nerve)으로도 불렸다.

## 구조
미주신경은 숨뇌(연수)의 올리브체와 아래소뇌다리 사이에서 뻗어나온다. 목정맥구멍을 통해 머리뼈바닥을 빠져나와 아래로 향한다. 목혈관신경집 속에서는 속목동맥 및 온목동맥, 그리고 속목정맥에 평행하게 주행한다. 목과 가슴, 배로 내려가 내장에 대한 신경지배를 이룬다.
다양한 기관에 대해 몇몇 원심성 신경 섬유를 내기도 하지만, 미주신경의 80~90%는 신체 장기의 상태에 관한 감각 정보를 전달하는 구심성 신경 섬유로 구성된다. 미주신경의 내장 감각신경의 세포체는 좌우 양쪽의 미주신경 아래신경절(inferior ganglion of the vagus nerve)에 위치해 있다.

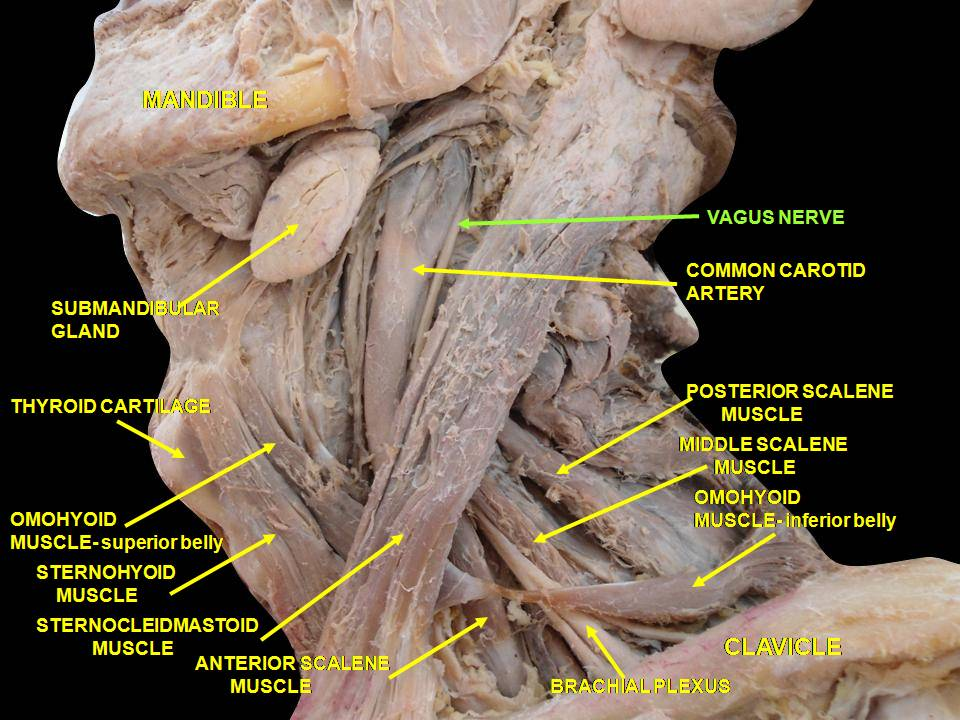
미주신경

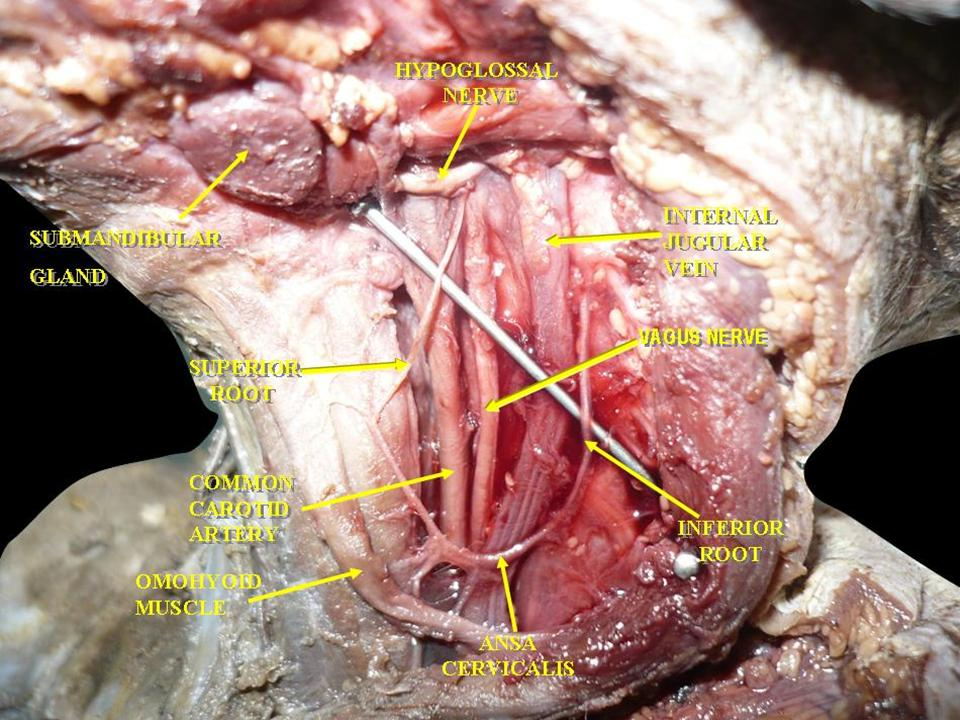
미주신경

오른쪽 미주신경에서는 오른쪽 되돌이후두신경(right recurrent laryngeal nerve)이 갈라져 나온다. 오른쪽 되돌이후두신경은 오른쪽 빗장밑동맥을 감싸 돈 다음, 목의 식도와 기도 사이로 상행한다. 한편 오른쪽 미주신경은 계속해서 오른쪽 빗장밑동맥의 앞으로 교차한 다음, 위대정맥과 오른쪽 주기관지 뒤를 지나며 하행한다. 이후 심장신경얼기, 허파신경얼기, 식도신경얼기 등으로 이어진다. 이때 오른쪽 미주신경은 식도의 하반부터 뒤미주신경줄기(posterior vagal trunk)을 구성해 식도구멍을 통해 가로막을 뚫고 배에 도달한다.
왼쪽 미주신경은 왼쪽 온목동맥과 왼쪽 빗장밑동맥의 사이를 지나 가슴으로 들어가 대동맥활까지 하행한다. 그 뒤 왼쪽 되돌이후두신경(left recurrent laryngeal nerve)이 갈라져 나온다. 왼쪽 되돌이후두신경은 대동맥활을 감싸 돌아 동맥관인대의 왼쪽으로 주행한 다음 기도와 식도 사이로 상행한다. 한편 왼쪽 미주신경은 계속해서 가슴심장가지(thoracic cardiac branches)를 낸 다음, 폐신경얼기와 식도신경얼기로 이어진다. 왼쪽 미주신경은 앞미주신경줄기(anterior vagal trunk)를 구성해 식도구멍을 통해 가로막을 뚫고 배에 도달한다.

### 가지
- 인두신경(Pharyngeal nerve)
- 위후두신경(Superior laryngeal nerve)
- 대동맥신경(Aortic nerve)
- 위목심장가지(Superior cervical cardiac branches of vagus nerve)
- 아래목심장가지(Inferior cervical cardiac branch)
- 되돌이후두신경(Recurrent laryngeal nerve)
- 가슴심장가지(Thoracic cardiac branches)
- 폐신경얼기로 가는 가지(Branches to the pulmonary plexus)
- 식도신경얼기로 가는 가지(Branches to the esophageal plexus)
- 앞미주신경줄기(Anterior vagal trunk)
- 뒤미주신경줄기(Posterior vagal trunk)
- Hering–Breuer reflex in alveoli[4]

### 뇌신경핵
미주신경은 숨뇌(연수)에 있는 다음 4개의 신경핵에서 일거나 닿는 신경 섬유를 포함한다:
1. 미주신경 등쪽핵(Dorsal nucleus of vagus nerve)  – 내장(특히 대장)으로의 부교감신경이 기원하는 곳
2. 의문핵(Nucleus ambiguus) – 기관지로의 원심성 신경 섬유와 심장으로의 부교감신경 중 신경절 전 뉴런이 기원하는 곳
3. 고립로핵(Solitary nucleus) – 미각 정보와 내장 감각을 받아들이는 구심성 신경 섬유가 도달하는 곳
4. 척수삼차신경핵(Spinal trigeminal nucleus) – 바깥귀, 뒤머리뼈우묵의 머리덮개, 인두의 점막에 있는 특수촉각, 통각, 온각 정보를 받아들이는 구심성 신경 섬유가 도달하는 곳.

## 발생
혀인두신경(CN IX)의 운동신경 영역은 배아의 연수 바닥판(basal plate of embryonic medulla oblongata)에서 유래했으며, 감각신경 영역은 배아의 머리신경능선에서 유래했다.

## 기능
미주신경은 목부터 횡행결장의 두 번째 부분까지, 부신 분비샘을 제외한 모든 부교감 운동신경을 공급한다. 다음의 몇 가지 골격근도 담당한다:
- 반지방패근(Cricothyroid m.)
- 입천장올림근(Levator veli palatini)
- 귀관인두근(Salpingopharyngeus m.)
- 입천장혀근(Palatoglossus m.)
- 입천장인두근(Palatopharyngeus m.)
- 위인두수축근(Superior pharyngeal constrictor)
- 중간인두수축근(Middle pharyngeal constrictor)
- 아래인두수축근(Inferior pharyngeal constrictor)
- 후두의 근육들 (speech).

미주신경은 심장 박동, 위장관 연동, 땀 분비에 더해 위에 나온 입 근처 근육의 움직임을 담당한다(되돌이후두신경을 통해). 바깥귀길 안쪽과 뇌막 일부에 대한 구심성 신경 섬유도 담당한다(귓바퀴가지를 통해). 염증 반사를 통한 염증반응의 조절도 담당한다.

## 같이 보기
- 포르피린증
- 부교감신경계
- 교감신경계
- 중추신경계